# Ilhas Tayandu
As ilhas Tayandu (em indonésio:  Tayandu ou atau Tayandu) são um arquipélago da Indonésia localizado no mar de Banda, a oeste das ilhas Kai. O grupo principal inclui as ilhas Tayando (com aldeias Yamru e Ohoiel), Walir, Heniar (com a aldeia Tayando Yamtel) e outras menores. Entre Walir e Taam (mais para sul) fica Pulau Nusreen (5°42'14"S, 132°16'5"E) com uma grande lagoa arenosa. Manggur fica mais a oeste.